# Miku Itō
Miku Itō (japanska: 伊藤美来?, Itō Miku), född 12 oktober 1996 i Tokyo prefektur, är en japansk seiyū (röstskådespelare).

## Diskografi

### Singlar
| År   | Låt                           | Plats på Oricon Album-listan | Album                 |
| ---- | ----------------------------- | ---------------------------- | --------------------- |
| 2016 | "Awa to Berbene"              | 20                           | "Suisai 〜aquaveil〜" |
| 2017 | "Shocking Blue"               | 20                           | "Suisai 〜aquaveil〜" |
| 2018 | "Mamoritai Mono no Tame ni"   | 26                           | "PopSkip"             |
| 2018 | "Koi wa Movie"                | 21                           | "PopSkip"             |
| 2019 | "Hirameki Heartbeat"          | 15                           | "PopSkip"             |
| 2020 | "Plunderer"                   | 19                           | "Rhythmic Flavor"     |
| 2020 | "Kokou no Hikari Lonely dark" | 7                            | "Rhythmic Flavor"     |
| 2021 | "No.6"                        | 17                           |                       |
| 2021 | "Pasta"                       | TBA                          |                       |

### Album
| År   | Titel               | Plats på Oricon Album-topplistan |
| ---- | ------------------- | -------------------------------- |
| 2017 | Suisai 〜aquaveil〜 | 23                               |
| 2019 | PopSkip             | 12                               |
| 2020 | Rhythmic Flavor     |                                  |

## Filmografi

### Animerade TV-serier
2013
- Chronicles of the Going Home Club – Shieru Akabane
- Gargantia on the Verdurous Planet – Dancer
- Wanna Be the Strongest in the World – Yuho Mochizuki

2014
- Black Bullet – Mai
- Locodol – Nanako Usami
- The Comic Artist and His Assistants – Suino Sahoto

2015
- Ani Tore! EX – Asami Hoshi
- Million Doll – Mariko
- Re-Kan! – Narumi Inoue, Grandma Inoue
- Yurikuma Arashi – Katyusha Akae

2016
- Anitore! XX – Asami Hoshi
- Handa-kun – Maiko Mori
- Mahou Shoujo Nante Mouiidesukara – Mafuyu Shinogi, Girl C

2017
- Action Heroine Cheer Fruits – Ann Akagi
- Armed Girl's Machiavellism – Nono Mozunono
- Chain Chronicle ~Light of Haecceitas~ – Lilith

2018
- BanG Dream! Girls Band Party! Pico – Kokoro Tsurumaki
- Sword Art Online: Alicization – Frenika
- The Ryuo's Work is Never Done! – Sasari Oga

2019
- BanG Dream! 2nd Season – Kokoro Tsurumaki
- How Clumsy you are, Miss Ueno – Yomogi Tanaka
- Hulaing Babies – Miku
- The Quintessential Quintuplets – Miku Nakano

2020
- Adachi and Shimamura – Hougetsu Shimamura
- Assault Lily Bouquet – Yuri Hitotsuyanagi, Friend
- BanG Dream! 3rd Season – Kokoro Tsurumaki
- BanG Dream! Girls Band Party! Pico: Ohmori – Kokoro Tsurumaki
- Gleipnir – Nana Mifune
- Hulaing Babies☆Petit – Miku
- Nekopara – Maple
- Princess Connect! Re:Dive – Kokkoro/Kokoro Natsume
- Sorcerous Stabber Orphen – Fiena

2021
- BanG Dream! Girls Band Party! Pico Fever! – Kokoro Tsurumaki
- Combatants Will Be Dispatched! – Russell of the Water
- How Not to Summon a Demon Lord Ω – Lumachina Weselia
- I've Been Killing Slimes for 300 Years and Maxed Out My Level – Fatla
- Muv-Luv Alternative – Chizuru Sakaki
- PuraOre! Pride of Orange – Yuka Iihara
- Suppose a Kid from the Last Dungeon Boonies Moved to a Starter Town – Phyllo
- Takt Op. Destiny – Titan
- The Aquatope on White Sand – Kukuru Misakino
- The Quintessential Quintuplets 2nd Season – Miku Nakano
- Yūki Yūna wa Yūsha de Aru Churutto! – Renge Miroku

2022
- Akebi's Sailor Uniform – Neko Kamimoku
- Princess Connect! Re:Dive Season 2 – Kokkoro/Kokoro Natsume

### Animerade filmer
- The iDOLM@STER Movie: Kagayaki no Mukougawa e! (2014) – Yuriko Nanao
- Mazinger Z: Infinity (2018)
- BanG Dream! Film Live (2019) – Kokoro Tsurumaki
- BanG Dream! Film Live 2nd Stage (2021) – Kokoro Tsurumaki
- The Quintessential Quintuplets the Movie (2022) – Miku Nakano

### OVA
- Locodol (OVA 1, 2014; OVA 2, 2015; OVA 3, 2016) – Nanako Usami
- Fragtime (2019) – Misuzu Moritani

### Live-Action-filmer
- Kamen Rider Zero-One the Movie: Real×Time - Announcer Humagear
- Kamen Rider Revice - Lovekov

### TV-spel
2013
- The Idolmaster Million Live! – Yuriko Nanao
- Girl Friend Beta – Kei Asami

2014
- Mikomori – Yukari Tsukino

2015
- Kaden Shojo – Kozue, Shizuku, Chino, Madoka (Game ceased their services on March 31, 2016)
- Quiz RPG: The World of Mystic Wiz – Tomi Kotobuki
- Xuccess Heaven – Suzu
- White Cat Project – Chocolat
- Shingun Destroy! – Yuriko Nanao
- Schoolgirl Strikers – Chika Wakatsuki
- Nekosaba – Kaito Niyaito, Blau
- Yome Collection – Narumi Inoue, Herself

2016
- Alternative Girls – Nono Asahina
- Shooting Girls – Kiriko Sakaki
- Friends of Leirya – Kaitō nyaito
- Riku ☆ Grandpa – 74 Tank Collection, 155mm Howitzer

2017
- Lala Maji: Honha Lara MAGIC – Minami Sakura
- BanG Dream! Girls Band Party! – Tsurumaki Kokoro
- Endride - X fragments - – Lieber
- The Idolmaster Million Live! Theater Days – Nanao Yuriko
- Unmanned War 2099 – Wang Ming Ling
- Mon Musume ☆ is Reimu – Amaterasu
- Yuki Yuna is a Hero: Hanayui no Kirameki - Renge Miroku

2018
- Princess Connect! Re:Dive – Kokkoro

2019
- Granblue Fantasy – Kolulu
- Gunvolt Chronicles: Luminous Avenger Ix – Isora
- Girls' Frontline – HS2000, Type 4

2020
- Criminal Girls X - Usagi
- Dragalia Lost – Mitsuba
- Dragon Raja – Erii Uesugi

2021
- Kuro No Kiseki - Agnes Claudel
- A Certain Magical Index: Imaginary Fest as Fran Karasuma

### Drama-CD
2013
- Kono danshi, akunin to yoba remasu. – Akane
- Nami Eleanorima Drama CD Vol. 3 "Unrequited love" – Haruna Kosaka

2014
- PERFECT IDOL THE MOVIE – Nanao Yuriko
- Locodol – Usami Nanako

2015
- The Idolmaster Million Live! Series – Nanao Yuriko